# Ophiactis dyscrita
Ophiactis dyscrita är en ormstjärneart som beskrevs av Hubert Lyman Clark 1911. Ophiactis dyscrita ingår i släktet Ophiactis och familjen bandormstjärnor. Inga underarter finns listade i Catalogue of Life.